# بانکچون
بانکچون (به فرانسوی: Baincthun) یک کمون (فرانسه) در فرانسه است که در پا-دو-کاله واقع شده‌است. بانکچون ۲۶٫۶۹ کیلومتر مربع مساحت دارد ۳۲ متر بالاتر از سطح دریا واقع شده‌است.